# 艾爾史東·霍華德
艾爾史東·金恩·霍華德（英語：Elston Gene Howard，1929年2月23日—1980年12月14日），為美國職棒大聯盟的捕手與左外野手。起初效力於黑人聯盟的堪薩斯市君王隊，之後在大聯盟的洋基和紅襪都有待過。
1955年，霍華德成為洋基隊史第一位黑人選手。1963年，他成為美聯第一位獲得年度MVP的黑人。1963年和1964年，他連續獲得金手套獎。

## 職業生涯

### 1950年代
1955年4月14日，他在球季第二場比賽完成大聯盟初登場，並在當日唯一一個打席擊出大聯盟首安。不過當時洋基隊已有主力捕手尤吉·貝拉，加上外野手米奇·曼托和漢克·鮑爾已經站穩先發位置，因此霍華德在當時幾乎都以替補身分出賽。總教練也讓霍華德、Norm Siebern和伊諾斯·史勞特輪替第三位外野手的位置。整季他的打擊率為2成90，並敲出10轟與43分打點。
1955年世界大賽第二場，霍華德在首打席開轟。不過他也成為世界大賽最後一個出局數，道奇也在第六度和洋基交手後拿下隊史首冠。1956年世界大賽，霍華德只在第七場出賽，但他成功敲出全壘打，最終洋基順利雪恥奪冠。1957年世界大賽，他還在9局從華倫·史潘手中敲出追平比數的3分砲。1958年世界大賽第五場，他在接殺飛球後長傳一壘成功抓到跑壘，成為他在該屆世界大賽的經典畫面。第六場，他先在第2局阻殺往本壘跑的跑者，延長賽更是跑回致勝分。最後他在這年拿下貝比·魯斯獎。
1959年，洋基隊為了不破壞打線順序，而將霍華德移防一壘。儘管守一壘不是他的強項，他仍成功順利入選生涯首次明星賽。

### 1960年代
1960年，霍華德的打擊率2成45寫下生涯單季新低，但他已逐漸接替貝拉成為洋基先發捕手。1960年世界大賽，他的打擊率高達4成62，但他卻在第六場被觸身球擊中手而提前退場，並缺席第七場比賽。1961年，他的打擊率3成48為生涯新高，全壘打也首度突破20轟大關，並打回77分打點。最終他在MVP票選拿下第10名，隊友羅傑·馬里斯拿下美聯MVP。1961年世界大賽，霍華德在首戰開轟，並在第五場跑回3分。1962年，他的打擊率為2成79，91分打點寫下個人新高。儘管他在世界大賽的打擊率僅有1成43，洋基仍鏖戰七場後拿下勝利。
1963年，他的打擊率為2成87，並敲出28轟與85分打點。不僅拿下金手套獎，還拿下美聯MVP。不過洋基在世界大賽上遭到道奇橫掃。1964年他的打擊率為3成13，並打回84分打點。他再度連莊金手套獎，並在MVP票選上拿下第三名。世界大賽第一場，霍華德寫下單場3次捕逸的紀錄，讓洋基輸掉比賽。1965年，他在春訓期間弄傷手肘，4月份僅出賽4場比賽便去動手術，讓他缺席好幾週的比賽。

### 生涯後期
1967年，霍華德陷入低潮，打擊率僅1成98，並淪為Jake Gibbs的替補捕手。8月3日，洋基將霍華德交易到紅襪，換來Pete Magrini和Ron Klimkowski。雖然他在紅襪的打擊率只有1成47，但紅襪投手湯尼·康尼格里亞羅對他的配球能力相當讚賞。而霍華德的生涯守備率也超越Sherm Lollar，為捕手史上最高，之後被比爾·弗里罕超越。
1967年8月27日，白襪隊的Duane Josephson敲出右外野飛球被José Tartabull接殺，在三壘的Ken Berry準備衝回本壘，Tartabull雖然臂力不佳，但霍華德成功跳起接住傳球，並以左腳落地的方式觸殺跑者。
1967年世界大賽，他在第五場滿壘敲出安打送回兩分，幫助紅襪贏球。但最終紅雀逆轉拿下世界大賽冠軍。1968年球季結束後，紅襪將霍華德釋出，結束了他14年的職棒生涯。

## 生涯打擊成績
| 出賽次數 | 打席 | 打數 | 得分 | 安打 | 二安 | 三安 | 全壘打 | 打點 | 盜壘 | 保送 | 三振 | 打擊率 | 上壘率 | 長打率 | OPS  |
| -------- | ---- | ---- | ---- | ---- | ---- | ---- | ------ | ---- | ---- | ---- | ---- | ------ | ------ | ------ | ---- |
| 1623     | 5920 | 5436 | 633  | 1490 | 223  | 52   | 168    | 773  | 10   | 374  | 786  | .274   | .321   | .427   | .748 |

## 晚年

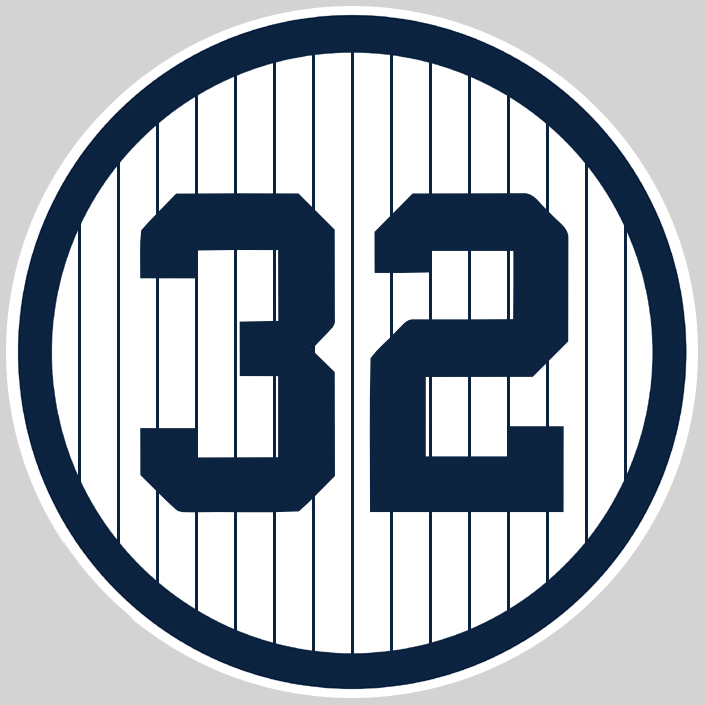
1984年，洋基隊將霍華德的32號球衣退休。

退休後，霍華德加入洋基教練體系。1976年到1978年間，洋基連三年拿下美聯冠軍，更是拿下世界大賽二連霸。
1979年，霍華德的健康狀態逐漸下滑。之後他被診斷出患有心肌炎，原本他打算接受心臟移植，但情況卻炫速惡化。1980年12月14日，霍華德因心臟衰竭去世，享年51歲。
1984年7月21日，洋基將霍華德的32號球衣退休。同時羅傑·馬里斯的9號球衣也一起退休。
在現今的棒球賽中，常常會看到球員在打擊區待命時，會在球棒上裝上加重環揮棒，而那個加重環就是霍華德發明的。

## 外部連結
- 球員資訊和成績在MLB，ESPN，Baseball-Reference，Fangraphs（英文）
- 艾爾史東·霍華德在台灣棒球維基館上的頁面（繁體中文）